# Korarx
Korarx är en ort i Azerbajdzjan.   Den ligger i distriktet Ağdaş Rayonu, i den centrala delen av landet, 210 km väster om huvudstaden Baku. Korarx ligger 41 meter över havet och antalet invånare är 586.
Terrängen runt Korarx är platt åt sydväst, men åt nordost är den kuperad. Närmaste större samhälle är Ağdaş, 5,0 km sydost om Korarx. 
Trakten runt Korarx består till största delen av jordbruksmark. Runt Korarx är det ganska tätbefolkat, med 90 invånare per kvadratkilometer.